# The Grotto

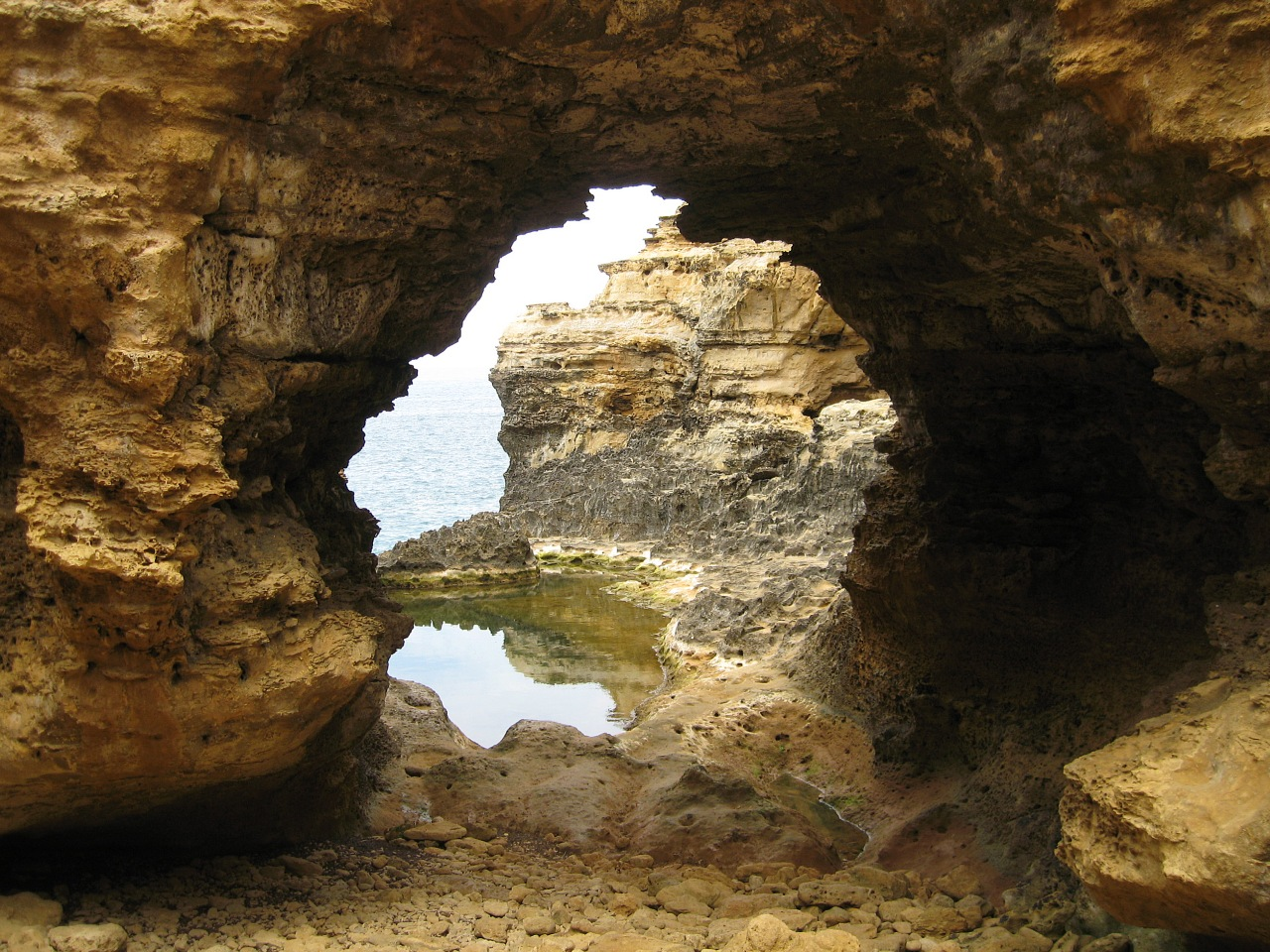
The Grotto

The Grotto ist ein Durchbruch im Gestein an der Great Ocean Road bei Port Campbell in Victoria, Australien. Ihre Entstehung verdankt sie natürlichen Ursachen, der Erosion. 

## Beschreibung und Entstehung
Die Landmarke entstand durch den Druck der Wellenbewegung des dortigen Tidenhubs und den lösenden Einfluss salzigen Meereswassers: In den Trockenphasen während der Ebbe verflüchtigte sich das Wasser und das Salz des Meerwassers bildete Salzkristalle, die in den Poren, Rissen und Spalten des Gesteins Druck ausübten und es ablösten. Das natürliche Gebilde erhielt seinen Namen wegen seiner Bogenform, die an eine Grotte erinnert. Der Eindruck, dass es durch Menschenhand entstanden sein könnte, wird durch die waagerecht gelagerten Gesteinsschichten verstärkt. 
Die „Grotte“ wurde wegen ihrer Form und der über Holztreppen zu erreichenden Aussichtsplattform eine Touristenattraktion an der Great Ocean Road. Bei Ebbe kann das Innere der Höhle betreten werden, die ansonsten vom Wasser bespült wird. Dabei eröffnet sich der Blick auf das dahinter liegende Wasserbecken, das bei Ebbe nicht geleert wird.

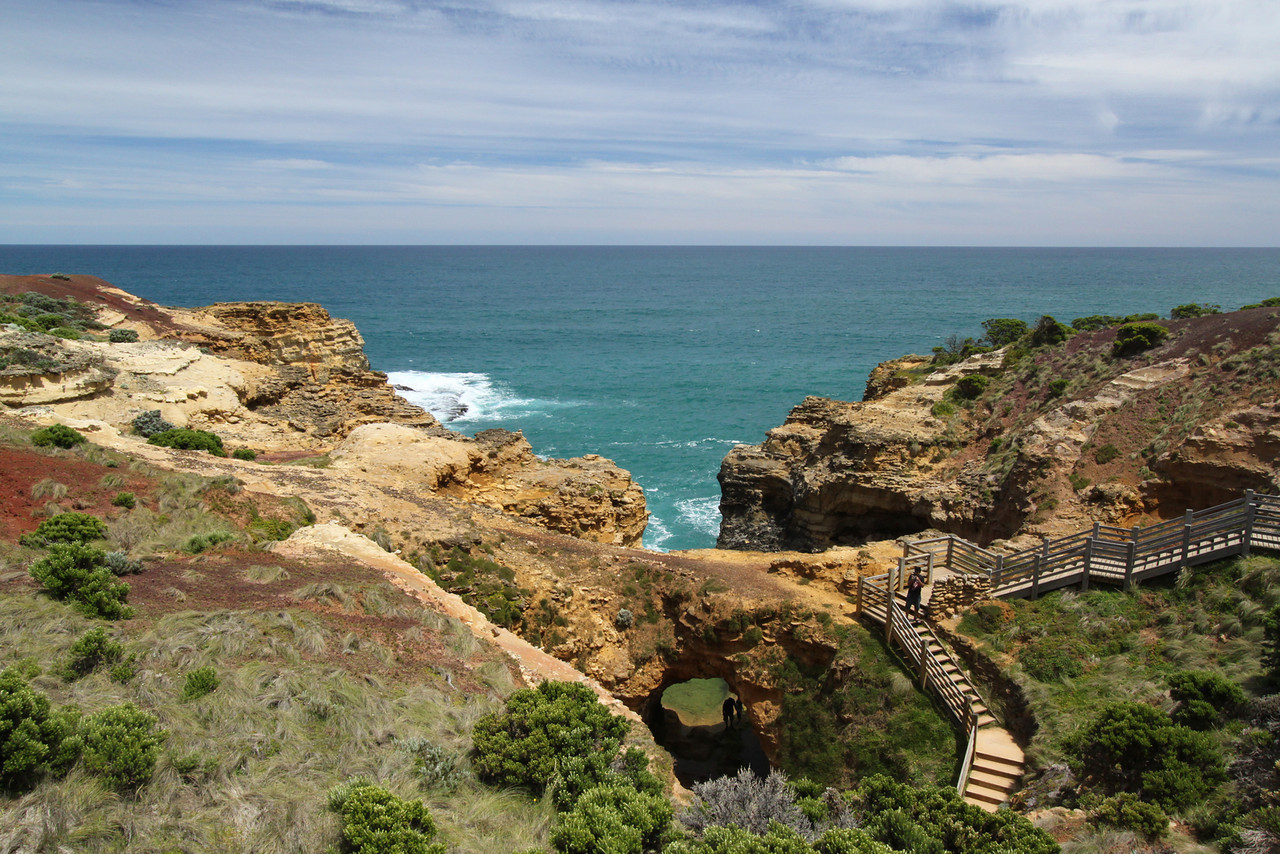
The Grotto von der höher gelegenen Aussichtsplattform betrachtet
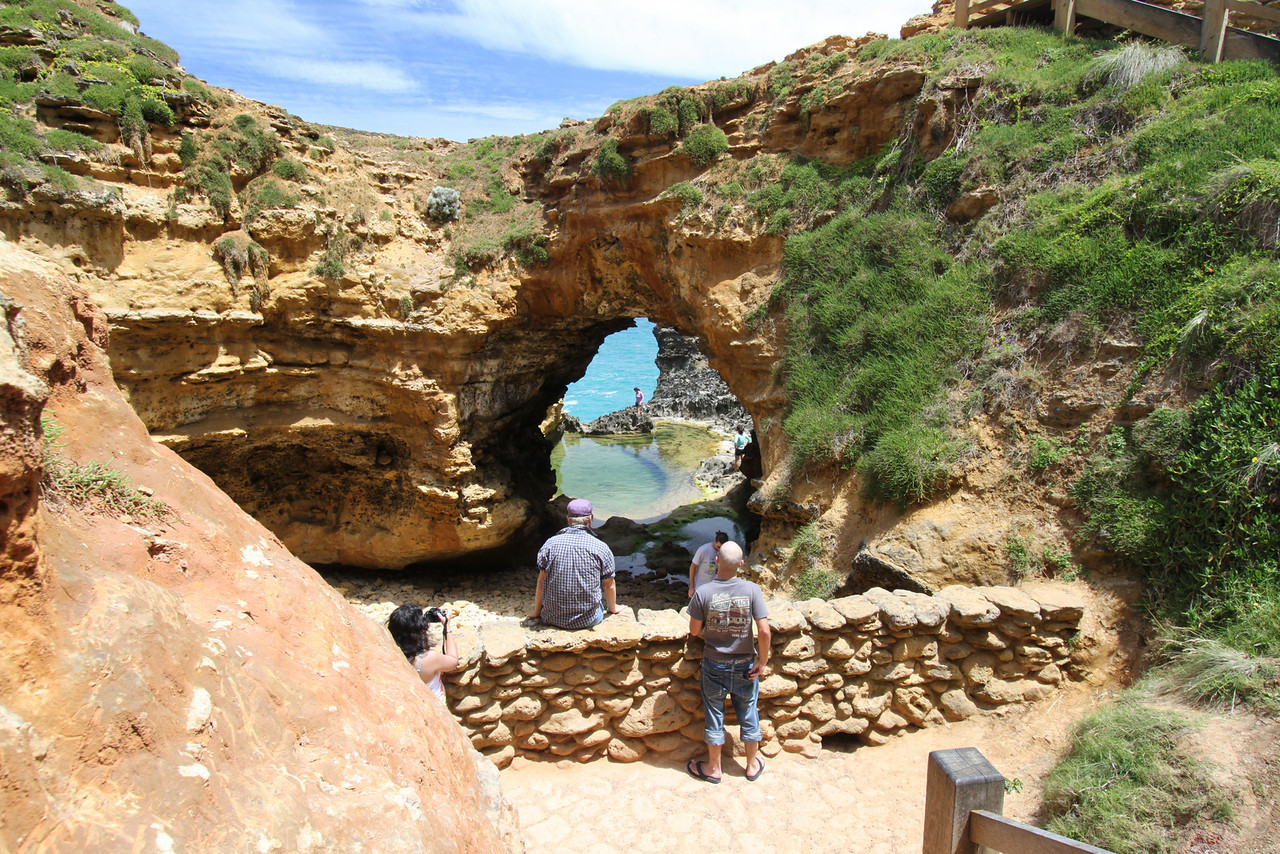
The Grotto von den letzten Stufen der Holztreppe betrachtet